# Black Celebration
Black Celebration je peti album grupe Depeche Mode. Snimljen je i izdan 1986. godine.

## O albumu
Black Celebration je smatran omiljeni album prema publici zbog njegove mračnosti i puno "važnih" singlova. Album je jedan od najmračnijih dakako, i koncentira se uglavnom na mračne stvari nego na "poppy strani" kao što je bio slučaj na prijašnjim albumima.
Black Celebration je album na kojem Martin Gore pjeva pola pjesama, a to su: "A Question of Lust", "Sometimes", "It Doesn't Matter Two", i "World Full of Nothing". Ostale pjesme otpjevao je David Gahan.
Pjesma "Fly on the Windscreen" je već bila izdana na B-strani singla "It's Called a Heart". Sastav je odlučio ponovno snimiti tu pjesmu, no ovaj put dodajući mnogo novih efekata i bolju zvučnost. Kasnije je uživo izvođena, s čak laganim završnim hip hop dijelom na Devotional Tour 1993. godine. Ta pjesma se nalazi na DVDu s koncerta "Devotional".

## Popis pjesama
UK LP/CD
1. "Black Celebration" – 4:55
2. "Fly on the Windscreen - Final" – 5:18
3. "A Question of Lust" – 4:20
4. "Sometimes" – 1:53
5. "It Doesn't Matter Two" – 2:50
6. "A Question of Time" – 4:10
7. "Stripped" – 4:16
8. "Here Is the House" – 4:15
9. "World Full of Nothing" – 2:50
10. "Dressed in Black" – 2:32
11. "New Dress" – 3:42
UK CD verzija:
12. "Breathing in Fumes" – 6:07
13. "But Not Tonight (extended)" – 5:13
14. "Black Day" – 2:36

US LP/CD
1. "Black Celebration" – 4:55
2. "Fly on the Windscreen - Final" – 5:18
3. "A Question of Lust" – 4:20
4. "Sometimes" – 1:53
5. "It Doesn't Matter Two" – 2:50
6. "A Question of Time" [U.S. version] – 4:10
7. "Stripped" – 4:16
8. "Here Is the House" – 4:15
9. "World Full of Nothing" – 2:50
10. "Dressed in Black" – 2:32
11. "New Dress" – 3:42
12. "But Not Tonight" – 4:15

U.S. verzija sadrži drugačiju verziju pjesme "A Question of Time".

### 2007 re-izdanje
Mute: DM CD 5 (CD/SACD + DVD) / CDX STUMM 26 (CD/SACD)
- Disc 1 je hibridni SACD/CD s multikanalnim zapisom.
- Disc 2 je DVD koji sadrži "Black Celebration" u DTS 5.1, Dolby Digital 5.1 i PCM Stereo plus bonus materijal

1. "Black Celebration" – 4:55
2. "Fly on the Windscreen - Final" – 5:18
3. "A Question of Lust" – 4:20
4. "Sometimes" – 1:53
5. "It Doesn't Matter Two" – 2:50
6. "A Question of Time" – 4:10
7. "Stripped" – 4:16
8. "Here Is the House" – 4:15
9. "World Full of Nothing" – 2:50
10. "Dressed in Black" – 2:32
11. "New Dress" – 3:42

Live in Birmingham, Travanj 1986 (in DTS 5.1, Dolby Digital 5.1, PCM Stereo):
1. "Black Celebration"
2. "A Question Of Time"
3. "Stripped"

Bonus pjesme (PCM Stereo):
1. "Shake the Disease"
2. "Flexible"
3. "It's Called A Heart"
4. "Fly On The Windscreen" (Original)
5. "But Not Tonight"
6. "Breathing In Fumes" (Remix of "Stripped")
7. "Black Day"
8. "Christmas Island" (Instrumental)

Dodatni materijal:
1. "Depeche Mode 85-86 (The songs aren't good enough, there aren't any singles and it'll never get played on the radio)" [57 Minutni video]

## Vanjske poveznice
- Službena stranica
- Depeche Mode Hrvatska